# Rimska Gruzija
Rimska Gruzija je naziv za područje današnje Gruzije pod rimskom (i bizantskom) vlašću. Između 1. stoljeća pr. Kr. i 7. stoljeća Rim je, direktno ili indirektno, kontrolirao teritorij Kolhide i Iberije u kavkaskoj oblasti.

## Povijest
Rimsko osvajanje današnjeg teritorija Gruzije počinje krajem 2. stoljeća pr. Kr. kada se Rimska Republika počela širiti Anadolijom i oblastima oko Crnog mora. U to vrijeme je oblast današnje zapadne Gruzije, na kojoj je do tada postojala kraljevina Kolhida, koju je osvojila kraljevina Pont. Dalje na istoku nalazila se Kraljevina Iberija. Kao rezultat sjajnih kampanji Gneja Pompeja i Lukula Licinija, kraljevina Pont je uništena, a njen cjelokupni teritorij, uključujući i Kolhidu, dolazi u posjed Rimske Republike. Iberija je, s druge strane, napadnuta i postala vazalna rimska država. Teritorij Ponta priključen je rimskoj provinciji Lazici u čijem se sastavu nalazila sve do 63. godine poslije Krista kada ju je car Neron priključio provinciji Pont. Domicijan ju je 81. godine priključio provinciji Kapadokiji. Iberija je i dalje imala status vazalne države i plaćala je Rimljanima danak.
Sljedećih 600 godina gruzijske povijesti obilježeno je borbama Rimljana s Parćanima i Sasanidskom Perzijom. I pored toga što su glavne tvrđave duž morske obale okupirali Rimljani, njima je bilo teško kontrolirati ovu oblast. Godine 69. je na teritoriju Ponta podignut ustanak koji je neuspješno završio. Kršćanstvo se na ovim prostorima počinje širiti još početkom 1. stoljeća i veže se za imena apostola Andrije, Šimuna Kanaanca i Svetog Matate.
U 2. stoljeću je Iberija ojačala svoju poziciju, naročito u vrijeme vladavine Farasmana II. Ovaj vladar se izborio za punu nezavisnost od Rimljana i uspio je vratiti neka izgubljena područja od Armena. U 3. stoljeću pleme Lazi osvaja veći dio Kolhide uspostavljajući kraljevinu Laziku. Kolhida će kasnije biti predmet rimsko (bizantsko) - sasanidskih sukoba koji će kulminirati u Lazičkom ratu (542. – 562.). Početkom 3. stoljeća, Rim je morao odustati od gruzijske oblasti Kavkaske Albanije i Armenije u korist Sasanida, ali teritorij cijele današnje Gruzije bio je u rimskim rukama. Kraljevina Lazika sačuvala je svoju nezavisnost sve do 562. godine kada ju je Bizantskom Carstvu priključio Justinijan I. Godine 591. sklopljen je rimsko-sasanidski ugovor o podjeli Kavkaske Iberije. Tbilisi je pripao Sasanidima, a Mcheta Bizantincima. Početkom 7. stoljeća dolazi do novih nemira. Nakon izbijanja Rimsko-perzijskog rata, iberijski vladar Stefanoz I. (590. – 627.) odlučio je 607. godine stati na perzijsku stranu kako bi ujedinio sva područja Kavkaske Iberije što mu je vjerojatno i uspjelo. Međutim, Heraklijeva ofanziva 628. godine donijela mu je pobjedu nad Perzijancima čime je osigurao rimsku dominaciju u zapadnoj i istočnoj Gruziji sve do invazije Arapa u drugoj polovici 7. stoljeća. Bizantski utjecaj na ovim prostorima počeo je slabiti nakon 692. godine, odnosno nakon rimskog poraza od Omejida u bitci kod Sevastopolisa. Sevastopolis (današnji Suhumi) ostao je u bizantskom posjedu sve do 736. godine kada ga osvaja Marvan II. Time je okončana bizantska vlast u Gruziji.